# ۲۳۳ (قمری)
۲۳۳ (قمری)، دویست و سی و سومین سال در گاهشماری هجری قمری است. اول محرم این سال برابر با «۲۱ اوت ۸۴۷» میلادی و «۳۰ مرداد ۲۲۶» هجری شمسی است.

## درگذشتگان
- محمد بن موسی خوارزمی